# Ariel (revue)
Pour l’article homonyme, voir ariel.
Ariel est une revue littéraire et artistique, publiée à Barcelone entre mai 1946 et décembre 1951.

## Présentation
23 numéros et 2 suppléments furent publiés sur des thèmes d'actualité d'alors.
Elle est fondée et dirigée par Josep Palau i Fabre, Josep Romeu i Figueras, Miquel Tarradell, Joan Triadú i Font et Frederic-Pau Verrié i Faget. En 1947, se sont ajoutés Joan Barat, Alexandre Cirici i Pellicer, Francesc Espriu, Enric Jardí i Casany, Rosa Leveroni i Valls, Joan Perucho, Jordi Sarsanedas et Manuel Valls Gorina. Elle s'est interrompue d'août 1948 à juin 1950, avant de fermer définitivement en 1951.
Son objectif était de transmettre la culture catalane aux générations d'après-guerre, alors que la situation en Catalogne était extrêmement compliquée : la culture catalane était officiellement interdite par le régime franquiste. La ligne officielle était classiciste du point de vue de l'art et de la littérature, et teinté d'avant-gardisme, notamment via Josep Palau i Fabre, Joan Perucho et Jordi Sarsanedas.
Elle présentait des poèmes de Carles Riba, Josep Vicenç Foix, Josep Carner, Salvador Espriu et d'auteurs plus jeunes comme Josep Palau-Fabre, Joan Vinyoli, Joan Brossa et Albert Manent. Les essais, critiques littéraires et artistiques dominaient et étaient enrichies de dessins et de gravures inédites de Joan Miró, Manolo Hugué, Antoni Clavé, Albert Ràfols Casamada et Emili Grau i Sala. 
Ce fut l'une des revues les plus importantes de diffusion culturelle catalane d'après-guerre.